# Nagroda Brama Stokera za całokształt twórczości
Nagroda Brama Stokera za całokształt twórczości (Bram Stoker Award for Lifetime Achievement) – najbardziej prestiżowa nagroda przyznawana przez Horror Writers Association. Przyznawana za wybitne osiągnięcia osobom, na których twórczość w znacznym stopniu wpływa horror.

## Laureaci
Laureaci nagrody w konkretnych latach:
- 2024 – David Cronenberg, Del Howison, Sue Howison
- 2023 – Mort Castle, Cassandra Peterson, Steve Rasnic Tem
- 2022 – Elizabeth Massie, Nuzo Onoh, John Saul
- 2021 – Jo Fletcher, Nancy Holder, Koji Suzuki
- 2020 – Carol J. Clover, Jewelle Gomez, Marge Simon
- 2019 – Owl Goingback, Thomas Ligotti
- 2018 – Graham Masterton
- 2017 – Linda Addison
- 2016 – Dennis Etchison, Thomas Monteleone
- 2015 – Alan Moore, George Romero
- 2014 – Jack Ketchum, Tanith Lee
- 2013 – Stephen Jones, R.L. Stine
- 2012 – Clive Barker, Robert R. McCammon
- 2011 – Rick Hautala(inne języki), Joe R. Lansdale(inne języki)
- 2010 – Ellen Datlow, Al Feldstein(inne języki)
- 2009 – Brian Lumley, William F. Nolan
- 2008 – F. Paul Wilson, Chelsea Quinn Yarbro(inne języki)
- 2007 – John Carpenter, Robert Weinberg(inne języki)
- 2006 – Thomas Harris
- 2005 – Peter Straub
- 2004 – Michael Moorcock
- 2003 – Anne Rice, Martin H. Greenberg(inne języki)
- 2002 – Stephen King, J.N. Williamson(inne języki)
- 2001 – John Farris(inne języki)
- 2000 – Nigel Kneale(inne języki)
- 1999 – Edward Gorey, Charles L. Grant(inne języki)
- 1998 – Ramsey Campbell, Roger Corman
- 1997 – William Peter Blatty, Jack Williamson
- 1996 – Ira Levin, Forrest J Ackerman
- 1995 – Harlan Ellison
- 1994 – Christopher Lee
- 1993 – Joyce Carol Oates
- 1992 – Ray Russell(inne języki)
- 1991 – Gahan Wilson(inne języki)
- 1990 – Hugh B. Cave(inne języki), Richard Matheson
- 1989 – Robert Bloch
- 1988 – Ray Bradbury, Ronald Chetwynd-Hayes(inne języki)
- 1987 – Fritz Leiber, Frank Belknap Long(inne języki), Clifford D. Simak